# Sansevieria sordida
Sansevieria sordida är en sparrisväxtart som beskrevs av Nicholas Edward Brown. Sansevieria sordida ingår i släktet bajonettliljor, och familjen sparrisväxter. Inga underarter finns listade i Catalogue of Life.